# Bethel (Botswana)
Bethel è un villaggio del Botswana situato nel distretto Meridionale, sottodistretto di Barolong. Il villaggio, secondo il censimento del 2011, conta 404 abitanti.